# Nichteel
Nichteel är en ort i Mexiko.   Den ligger i kommunen Chilón och delstaten Chiapas, i den sydöstra delen av landet, 800 km öster om huvudstaden Mexico City. Nichteel ligger 990 meter över havet och antalet invånare är 177.
Terrängen runt Nichteel är huvudsakligen kuperad, men norrut är den bergig. Runt Nichteel är det ganska tätbefolkat, med 54 invånare per kvadratkilometer. Närmaste större samhälle är Yajalón, 16,6 km väster om Nichteel. I omgivningarna runt Nichteel växer i huvudsak städsegrön lövskog.